# Черных, Николай Сергеевич
Никола́й Серге́евич Черны́х (род. 1926) — советский металлург, Герой Социалистического Труда.

## Биография
Николай Сергеевич Черных родился в 1926 году.
Металлург: старший вальцовщик листопрокатного цеха Верх-Исетского металлургического завода Свердловского совнархоза (ныне Екатеринбург).
- 19.07.1958 — Указ Президиума Верховного Совета СССР о присвоении звания Героя Социалистического Труда.

Николай Сергеевич был делегатом XXII съезда КПСС в 1961 году в Москве.